# 2024年中華職棒明星對抗賽
2024年中華職棒明星對抗賽是中華職棒35年球季中舉辦的明星賽，於2024年7月20日與7月21日在台北大巨蛋舉行，並由台灣精品冠名為2024台灣精品中華職棒明星對抗賽。本屆明星賽延續2023年明星賽的分隊模式，分為中華隊與明星隊進行兩場賽事，最終由中華隊拿下兩場勝利。

## 球員票選
明星隊由球迷與專業人員進行票選。其中球迷投票包含通訊投票(加權5倍)、網路票選(加權1倍)，雜誌選票(加權10倍)，球迷投票經加權後佔比總票數60%；專業人員則包含具投票資格的教練、球員、媒體，佔比總票數40%。中華隊則由2024年世界棒球12強賽的教練團遴選，若與明星隊票選結果重疊，則優先代表中華隊出賽，但仍被認定為明星賽票選先發。

### 明星隊票選名單
| 守備位置 | 球員             |
| -------- | ---------------- |
| 先發投手 | 古林睿煬（統一） |
| 中繼投手 | 潘威倫（統一）   |
| 救援投手 | 吳俊偉（兄弟）   |
| 捕手     | 高宇杰（兄弟）   |
| 一壘手   | 陳俊秀（兄弟）   |
| 二壘手   | 岳東華（兄弟）   |
| 三壘手   | 王威晨（兄弟）   |
| 游擊手   | 江坤宇（兄弟）   |
| 外野手   | 陳傑憲（統一）   |
| 外野手   | 岳政華（兄弟）   |
| 外野手   | 曾頌恩（兄弟）   |
| 指定打擊 | 周思齊（兄弟）   |

註:粗體字表示同時被選入中華隊，因此優先代表為中華隊出賽。
1. ↑  明星賽人氣王。[2]

## 參賽名單[3]
| 中華隊 | 中華隊                |
| ------ | --------------------- |
| 總教練 | 曾豪駒（樂天）        |
| 教練團 | 高志綱（統一）        |
| 教練團 | 彭政閔（兄弟）        |
| 教練團 | 王建民（兄弟）        |
| 教練團 | 陳江和（兄弟）        |
| 教練團 | 張建銘（味全）        |
| 投手   | 王志煊（樂天）        |
| 投手   | 王尉永（富邦）        |
| 投手   | 古林睿煬（統一）      |
| 投手   | 江承諺（台鋼）        |
| 投手   | 江國豪（富邦）        |
| 投手   | 吳俊偉（兄弟）        |
| 投手   | 林凱威（味全）        |
| 投手   | 林詔恩（統一）        |
| 投手   | 徐若熙（味全）        |
| 投手   | 張奕（富邦）          |
| 投手   | 陳冠宇（樂天）        |
| 投手   | 陳冠偉（味全）        |
| 投手   | 陳柏豪（樂天）        |
| 投手   | 曾峻岳（富邦）        |
| 捕手   | 吉力吉撈·鞏冠（味全） |
| 捕手   | 陳重羽（統一）        |
| 捕手   | 戴培峰（富邦）        |
| 內野手 | 朱育賢（樂天）        |
| 內野手 | 江坤宇（兄弟）        |
| 內野手 | 吳念庭（台鋼）        |
| 內野手 | 李凱威（味全）        |
| 內野手 | 林立（樂天）          |
| 內野手 | 許基宏（兄弟）        |
| 內野手 | 曾子祐（台鋼）        |
| 內野手 | 劉基鴻（味全）        |
| 外野手 | 林安可（統一）        |
| 外野手 | 邱智呈（統一）        |
| 外野手 | 陳晨威（樂天）        |
| 外野手 | 陳傑憲（統一）        |
| 外野手 | 曾頌恩（兄弟）        |

| 明星隊         | 明星隊             | 明星隊             | 明星隊             |
| -------------- | ------------------ | ------------------ | ------------------ |
| 總教練         | 葉君璋（味全）     | 葉君璋（味全）     | 葉君璋（味全）     |
| 教練團         | 古久保健二（樂天） | 古久保健二（樂天） | 古久保健二（樂天） |
| 教練團         | 林岳平（統一）     |                    |                    |
| 教練團         | 平野恵一（兄弟）   |                    |                    |
| 教練團         | 陳金鋒（富邦）     |                    |                    |
| 教練團         | 洪一中（台鋼）     |                    |                    |
| 先發球員       | 先發球員           | 替補球員           | 替補球員           |
| 投手           | 黃子鵬（樂天）     | 投手               | 王躍霖（台鋼）     |
| 投手           | 潘威倫（統一）     | 投手               | 呂彥青（兄弟）     |
| 投手           | 富藍戈（富邦）     | 投手               | 李振昌（兄弟）     |
|                |                    | 投手               | 哈瑪星（台鋼）     |
| 銳歐（味全）   |                    | 投手               |                    |
| 猛登（兄弟）   |                    | 投手               |                    |
| 魔神樂（樂天） |                    | 投手               |                    |
| 郭郁政（味全） |                    | 投手               |                    |
| 陳仕朋（富邦） |                    | 投手               |                    |
| 勝騎士（統一） |                    | 投手               |                    |
| 捕手           | 高宇杰（兄弟）     | 捕手               | 張肇元（台鋼）     |
| 一壘手         | 陳俊秀（兄弟）     | 內野手             | 王正棠（富邦）     |
| 二壘手         | 岳東華（兄弟）     | 內野手             | 馬傑森（樂天）     |
| 三壘手         | 王威晨（兄弟）     | 內野手             | 陳鏞基（統一）     |
| 游擊手         | 林承飛（樂天）     | 內野手             | 潘傑楷（統一）     |
|                |                    | 內野手             | 拿莫·伊漾（味全）  |
| 外野手         | 岳政華（兄弟）     | 外野手             | 郭天信（味全）     |
| 外野手         | 詹子賢（兄弟）     | 外野手             | 葉保弟（台鋼）     |
| 外野手         | 王柏融（台鋼）     |                    |                    |
| 指定打擊       | 周思齊（兄弟）     |                    |                    |

## 賽事結果

### 第一場
中華隊面對明星隊先發投手黃子鵬，首局林立即敲安上壘，陳傑憲再擊出二壘安打，並靠著下吉力吉撈·鞏冠的高飛犧牲打先馳得點。第三局陳傑憲再度敲安上壘，隨後林安可擊出了兩分打點的全壘打，擴大領先至3:0。中華隊持續領先至九局下，換上吳俊偉接替投球，卻被潘傑楷、拿莫·伊漾接連擊出安打，接著再被張肇元擊出二壘安打，打回明星隊的第一分，隨後靠著馬傑森的內野滾地球，明星隊再進帳第二分，將比分追至一分差，使中華隊再度進行換投，換上王志煊後便抓下最後一個出局數。最終林安可獲得單場MVP，中華隊也終止了六連不勝與五連敗，而33688人進場則刷新了明星賽進場人數紀錄。
| 中華隊 | 1 | 0 | 2 | 0 | 0 | 0 | 0 | 0 | 0 | 3 | 8 | 0 |
| 明星隊 | 0 | 0 | 0 | 0 | 0 | 0 | 0 | 0 | 2 | 2 | 9 | 1 |
| 先發投手： 中華：古林睿煬 明星：黃子鵬 勝投： 古林睿煬 敗投： 黃子鵬 救援成功： 王志煊 全壘打： 中華：林安可 明星：無 觀眾人數： 33688人 比賽時間:02:59 裁判： 主審 - 吳家維、一壘審 - 楊崇煇、二壘審 - 彭楚雲、三壘審 - 張展榮、左線審 - 紀華文、右線審 - 王俊宏 比賽總記錄 |   |   |   |   |   |   |   |   |   |   |   |   |

### 第二場
明星隊率先於三局上開啟攻勢，馬傑森、郭天信連續安打後，拿莫·伊漾再擊出左外野安打，打回明星隊的第一分。中華隊則是於四局下開始反攻，邱智呈遭觸身球上壘後，在靠著盜壘與對手失誤上到三壘，隨後朱育賢擊出安打，追平比分為1:1。雙方比分僵持至八局下，中華隊陳晨威先擊出二壘安打，林安可再敲出帶有超前分的安打，隨後吉力吉撈·鞏冠代打擊出兩分砲，使得領先擴大為4:1。最終由敲出勝利打點的林安可再度獲得單場MVP，中華隊亦奪得明星賽的二連勝。
| 明星隊 | 0 | 0 | 1 | 0 | 0 | 0 | 0 | 0 | 0  | 1 | 8 | 1 |
| 中華隊 | 0 | 0 | 0 | 1 | 0 | 0 | 0 | 3 | 0X | 4 | 7 | 0 |
| 先發投手： 明星：勝騎士 中華：徐若熙 勝投： 王志煊 敗投： 銳歐 救援成功： 王志煊 全壘打： 明星：無 中華：吉力吉撈·鞏冠 觀眾人數： 28666人 比賽時間:03:10 裁判： 主審 - 邱景彥、一壘審 - 紀華文、二壘審 - 王俊宏、三壘審 - 彭楚雲、左線審 - 張展榮、右線審 - 楊崇煇 比賽總記錄 |   |   |   |   |   |   |   |   |    |   |   |   |

## 戰技賽
除明星對抗賽外，聯盟亦舉辦了「野手速球王」、「叫恁總仔出來打」、「全壘打大賽」共三項戰技賽。
| 野手速球王     | 拿莫·伊漾 |
| 叫恁總仔出來打 | 洪一中    |
| 全壘打大賽     | 魔鷹      |

## 外部連結
- 2024年中華職棒明星對抗賽在台灣棒球維基館上的頁面（繁體中文）